# 카사블랑카 (영화)
《카사블랑카》(Casablanca)는 1942년 제작된 마이클 커티즈 감독의 험프리 보가트, 잉그리드 버그먼, 폴 헨레이드 주연의 로맨틱 드라마 영화이다. 조연으로 클로드 레인즈, 콘레드 베이트, 시드니 그린스트리트, 피터 로레, 돌리 윌슨, S. K. 사칼이 출연하였다. 이 영화는 제2차 세계대전 때의 모로코의 도시 카사블랑카를 배경으로 담아 큰 인기를 얻었으나 촬영 당시 북아프리카에서는 횃불 작전이라는 전쟁이 벌어져 실제로 카사블랑카에서는 촬영되지 않았다.
이 영화는 머리 버넷과 조앤 앨리슨이 쓴 소설, 《모두가 릭의 카페로 온다》를 각색하였는데 줄거리가 소설에서의 내용과 달라져서 주인공들은 마지막까지 결말을 알지 못했다. 그러나 이 영화는 아카데미에서 작품상, 감독상과 함께 각색상을 수상하였다.

## 줄거리
제2차 세계대전 때 난민들은 미국으로 가기 위해 마르세유에서 지중해와 오랑을 거쳐 카사블랑카로 가 비자를 얻어 리스본으로 간 후에 미국으로 가는 비행기를 타려고 한다. 그러나 중간에 돈을 탕진하여 대부분의 사람들은 카사블랑카에 머물게 된다.
리처드 블레인 (험프리 보가트)는 그 난민들을 위해 '릭의 카페 아메리카나'를 운영한다. 그는 겉으로는 중립이지만 사실 제2차 이탈리아-에티오피아 전쟁에서 에티오피아를 지원하고 스페인 내전 때도 파시즘에 맞서서 카사블랑카를 지배하는 비시 정부로서는 눈엣가시다. 하지만 카사블랑카를 통치하는 르노 서장 (클로드 레인즈)도 사실 릭의 친구다.
그의 카페에는 많은 난민들이 리스본에 가려고 몰려든다. 그러는 사람들에게 돈을 받고 비자를 주는 우가티 (피터 로레)는 자신이 독일 병사들을 살인하고 가지게 된 통행증을 릭에게 맡긴다. 그러나 우가티는 마침 제3제국의 슈트라서 소령 (콘레드 베이트)를 안심하기 위한 르노의 명령으로 붙잡히게 된다. 슈트라서도 릭을 주의깊게 살핀다. 릭은 자신이 중립이라고 주장한다.
그러나 그날, 레지스탕스 지도자 빅터 라즐로 (폴 헨레이드)와 그의 부인 일자 룬드 (잉그리드 버그만)가 온다. 라즐로는 우가티와 만나 통행증을 받으려 했으나, 우가티가 잡혀갔다는 이야기를 듣고 실망한다. 한편 카페를 수상하게 여긴 일자는 거기서 노래를 부르는 샘 (돌리 윌슨)을 보고 릭이 어딨는지 물어본다. 샘은 그녀의 부탁으로 'As time goes by'를 부르고 릭은 그 노래를 듣고 샘에게 다시는 치지 말라고 오다가 일자를 만나게 된다. 일자는 릭에게 라즐로를 소개한 후 간다.
그날 릭은 일자를 다시 만나고 마음에 심한 동요를 느낀다. 일자는 바로 릭이 파리에 있을 때 연인이었다. 그들은 나치가 파리를 점령하자 같이 피난가기로 하였으나 갑자기 기차역에서 일자는 못 만나게 된다는 편지를 보내고 결국 릭만 기차에 오르게 된다. 과거의 생각에 빠진 릭을 만나러 일자가 혼자 오지만, 릭은 차갑게 그녀를 대한다.
다음날, 라즐로와 일자는 경찰서에서 슈트라서를 만난다. 그는 라즐로를 계속 카사블랑카에 묶어두려고 한다. 라즐로는 필사적으로 빠져갈 궁리를 하지만 카사블랑카를 빠져 나오려면 통행증을 가져야 한다. 한편 릭은 일자에게 잘 대하려고 하지만 이번엔 일자가 차갑게 대한다. 라즐로와 일자는 '파란 앵무새'란 업소에 가 비자를 구하려고 하지만 주인인 페라리 (시드니 그린스트리트)도 주기 어렵다고 한다. 대신, 페라리는 우가티가 잡혀같을 때 통행증이 발견되지 않았다면서 독일군에게 빼앗은 통행증은 릭에게 있다고 알려 준다.
그날, 라즐로와 일자는 릭의 카페에 다시 가고 릭은 그들을 극진히 대해준다. 라즐로는 릭에게 통행증을 구할 수 있냐고 물었지만 릭은 일자로 인해 통행증을 줄 수 없다고 차갑게 말한다. 그 때 슈트라서와 독일 소령들은 흥겨워 노래를 부르는데, 라즐로는 분노를 참지 못해 카페 연주자에게 라 마르세예즈를 부르도록 한다. 카페에 있는 소령들을 뺀 사람들은 흥겨워 하고 이를 본 슈트라서는 라즐로의 존재에 위험성을 느끼고 카페를 폐쇄하도록 한다.
다시 호텔에 온 라즐로는 일자에게 릭의 발언에 대해 말하게 되고 레지스탕스 회의에 간다. 그 틈에 일자는 릭의 카페에 들러온다. 릭은 그녀에게 통행증을 줄 수 없다고 말하나 그녀와의 과거로 통행증을 주려고 한다. 이때 레지스탕스 회의가 적발되어 급히 피신한 라즐로는 릭의 카페로 들어오는데 나치 경찰들은 라즐로를 잡아간다.
다음날, 릭은 르노에게 더 큰 죄명으로 라즐로를 잡자고 보석금을 줘 풀어준다. 르노는 그동안 슈트라서가 자신의 정체성에 대해 보느라 기회라고 여긴다. 보석금으로 풀려난 라즐로와 일자는 릭의 카페에 간다. 그때 르노는 라즐로를 체포하려고 하나 릭이 이미 르노에게 총을 쏘려해 르노는 관제탑에 승객을 추가하라고 한다.
공항에서 릭은 일자에게 통행증 2개는 라즐로와 일자의 것이라고 그녀와 작별을 한다. 리스본행 비행기가 떠나려고 할 때 전화 내용을 들은 슈트라서는 르노에게 무슨 전화였냐고 묻자 르노는 라즐로와 일자가 탄 비행기라고 설명한다. 슈트라서는 관제탑에 전화를 하려고 할 때 릭은 슈트라서에게 총을 쏜다. 슈트라서는 사망하고 뒤늦게 온 경찰들에게 르노는 용의자를 모색하라고 지시에 릭이 곤경에서 빠지도록 한다. 비행기는 떠나고 릭과 르노는 공항을 걷는다. 릭은 '이것이 아름다운 우정의 시작'라고 말한다.

## 캐스팅

### 주연
| 이름            | 배역          | 비고 |
| --------------- | ------------- | --- |
| 험프리 보가트   | 리처드 블레인 | 험프리 보가트는 그전에 주로 갱스터 영화에 조연으로 출연하였다. 촬영 전 해에 개봉한 《말타의 매》로 중요한 배역을 맡았으며 그에게는 사실상 첫 번째 로맨틱 영화다.                                                                        |
| 잉그리드 버그먼 | 일자 룬드     | 원래는 데이비드 O. 셀즈닉 소속이었다. 셀즈닉은 《바람과 함께 사라지다》에 나온 올리비아 드 하빌랜드를 보내려고 하였지만 결국은 버그만에게 돌아갔다. 버그만의 팬 웹사이트에는 버그만을 '가장 뛰어나고 영속적인 역할'이었다고 묘사하였다. |
| 폴 헨레이드     | 빅터 라즐로   | 원래 오스트리아 태생의 폴 헨레이드를 버그만은 '프리마 도나'라고 불렀다. |

### 언급된 조연
| 이름                | 배역                         | 비고 |
| ------------------- | ---------------------------- | --- |
| 클로드 레인즈       | 루이 르노 서장               | 마이클 커티즈 감독하고는 1938년, 《로빈 후드의 모험》에서 참여하였으며 버그먼하고는 1946년, 앨프리드 히치콕 감독의 《오명》에서 함께 작업하였다.                                                            |
| 콘레드 베이트       | 하인리히 슈트라서 소령       | 주로 나치 역할을 맡은 그는 독일에서 1920년, 《칼리바리 박사의 밀실》에서 주연으로 뛰었다. |
| 시드니 그린스트리트 | 페라리 (파란 앵무새 주인)    | 피터 로레와 함께 나온 두 번째 영화로 첫 번째 영화는 《말타의 매》이다. |
| 피터 로리           | 우가티                       | 미국으로 건너온 뒤 주로 험프리 보가트와 시드니 그린스트리트와 함께 작업을 하였으며 이 영화 이후에도캐리 그랜트 주연의 《아세닉 앤 올드 레이스》 등에서 출연하였다.                                          |
| S. Z. 사칼          | 칼 (웨이터)                  | 영화 크레디트에서는 S. Z. 사칼로 되어있었다. 본명은 Szőke Szakáll이다. |
| 마델레인 르보       | 이본                         | 원래 이 영화에서 카지노 진행자로 나온 마르셀 달리오의 아내이나 촬영할 때인 1942년, 이혼하였다. |
| 조이 페이지         | 애니나 브란델 (불가리아 여성 | 워너브라더스의 설립자이자 최고 책임자였던 잭 워너의 양녀로 이 영화를 통해 처음 데뷔하였다. |
| 커트 보이스         | 소매치기                     | 독일계 유대인이다. |
| 레오니드 킨스키     | 사샤                         | 러시아인이다. |
| 존 쿠알른           | 베거                         | 그는 존 포드의 여러 작품에 등장하였다. |
| 돌리 윌슨           | 샘                           | 돌리 윌슨은 이 영화에 출연한 몇몇 되지 않은 미국인으로 원래 드럼 연주자였다. 원래 제작자였던 월리스는 여성 음악가였던 하젤 스콧 혹은 엘라 피츠제럴드를 고려하였으나 돌리 윌슨은 가창력과 노래로 결정하였다. |

## KBS 성우진 (1994년 1월 16일)
- 이완호 - 릭 브레인(험프리 보가트)
- 권희덕 - 일자 룬드(잉그리드 버그먼)
- 최흘
- 탁원제
- 노민 - 페라리(시드니 그린스트리트)
- 김정호
- 장정진
- 유해무 - 칼(S.Z.사칼)
- 이봉준
- 유제상
- 이호인
- 강구한
- 김익태
- 박규웅
- 차명화
- 조미란

### KBS판 스태프
- 녹음 - 김동길
- 편집 - 이규헌, 황인규, 이윤주
- 그래픽 - 배구직, 도경란
- 번역 - 정용운
- 연출 - 하인성
- 기획 - KBS
- 우리말제작 - KBS 영상사업단

## 제작 과정

### 음악

#### 라 마르세예즈
극중 라 마르세예즈를 부르는 장면이 나오는데 라 마르세예즈는 현재 프랑스의 국가로 당시 촬영 때 장면에서 부를 때 절반의 사람들이 울고 있었다고 한다. 스타이너는 무드를 조금 바꿔 촬영하였다. 이 영화를 하버드 대학교에서 상영하였을 때 이 장면에서 모두가 따라서 불렀다는 일화로도 유명하다. 한편 스트라사 소령이 불었던 노래는 '라인강을 수비하라(die wacht am rhein)'이다.

### 옥에 티
- 기차역에서 릭이 일자의 편지를 받고 멍해있을 때 샘은 릭을 승강장으로 데려가는 장면에서 승강장 외부에서 릭의 코트는 젖었지만, 승강장 신에서 릭의 코트는 빳빳하게 변한다.
- 일자는 영화 속에서 다양한 옷을 입고 등장한다. 그러나 일자가 비행기에 오를 때 일자와 라즐로는 가방을 들고 가지 않는다. 다른 곳에 가도 그들은 화물을 들고 다니지 않는다.
- 라즐로가 카페에 있는 동안 나치 장교들도 카페에 있었으나 장교들은 라즐로를 체포하지 않았다.
- 사실 비행기에서 굳이 통행증을 제시할 필요는 없다.